# Osiedle Konstytucji 3 Maja (Nowa Sól)

Panorama osiedla od strony Czarnej Strugi.

Osiedle Konstytucji 3 Maja – największe obszarowo i ludnościowo osiedle mieszkalne Nowej Soli, wybudowane w technologii wielkiej płyty, zlokalizowane w dzielnicy Zatorze. Była to inwestycja Nowosolskiej Spółdzielni Mieszkaniowej, w ramach większego planu realizowanego na Zatorzu od roku 1973. 
Osiedle od północnego zachodu ograniczone jest rzeką Czarną Strugą, od wschodu ul. Staszica. Południową granicę osiedla wyznacza ul. 1 Maja, którą w 2009 roku przedłużono i połączono z ul. Jana Pawła II, stanowiącą główną arterię osiedla. 
Oryginalna zabudowa osiedla to 21 czteropiętrowych bloków mieszkalnych, wybudowanych w latach 1981–1989 w systemie wielkiej płyty. W centralnej części blokowiska, w latach 1987-1991 wybudowano przedszkole.
Zabudowę osiedla kontynuowano na początku XXI wieku, kiedy to Nowosolskie Towarzystwo Budownictwa Społecznego wybudowało w sąsiedztwie przedszkola trzypiętrowy blok mieszkalny z 56 lokalami.
Po przedłużeniu ul. 1 Maja skomunikowane zostały tereny za przedszkolem. 